# Tinus connexus
Espèce
Synonymes
- Thaumasia connexus Bryant, 1940

Tinus connexus est une espèce d'araignées aranéomorphes de la famille des Pisauridae.

## Distribution
Cette espèce est endémique des Antilles. Elle se rencontre à Cuba et à Hispaniola.

## Description
La femelle holotype mesure 8,0 mm.
Le mâle décrit par Bryant en 1948 mesure 6,5 mm et la femelle 9,1 mm.

## Publication originale
- Bryant, 1940 : Cuban spiders in the Museum of Comparative Zoology. Bulletin of the Museum of Comparative Zoology, vol. 86, no 7, p. 247-554 (texte intégral).